# Bunny as a Reporter
Bunny as a Reporter è un cortometraggio muto del 1913 diretto da Wilfrid North.

## Trama
Bunny, che ha trovato lavoro in un giornale di provincia, vuole entrare a far parte stabilmente dello staff e accetta, per questo, la sfida del suo capo che gli chiede di riuscire ad introdursi al congresso delle suffragette, vietato tassativamente ai maschi. Travestito da donna, Bunny si presenta come la rappresentante di una lontana organizzazione. Il suo arrivo viene salutato entusiasticamente e poi viene anche invitato a parlare. Il suo discorso riscuote consensi ma proprio in quel momento, gli cade la borsetta a terra. Il modo in cui la raccoglie, rivela che non è una donna. Il congresso va in subbuglio: la sala è chiusa e Bunny non può scappare. L'unica via di fuga è quella della finestra: inizia una caccia emozionante. Bunny perde i suoi vestiti per strada e cerca rifugio sopra un albero: nessuna delle donne ha il coraggio di salire, ma la loro leader ha una brillante idea. Trovata un'ascia, abbatte l'albero con l'aiuto di tutte. Il povero Bunny chiede inutilmente pietà: minacciato con uno spillone, confessa tutto e promette di stare zitto. Prigioniero di guerra, viene esibito come un trofeo durante la parate delle suffragette vittoriose.

## Produzione
Il film fu prodotto dalla Vitagraph Company of America.

## Distribuzione
Distribuito dalla General Film Company, il film - un cortometraggio di 150 metri - uscì nelle sale cinematografiche statunitensi il 3 giugno 1913. Nelle proiezioni, veniva programmato con il sistema dello split reel, accorpato in un'unica bobina con un altro cortometraggio prodotto dalla Vitagraph, la commedia Three to One.